# Johora singaporensis
Johora singaporensis (лат.) — пресноводный краб из рода Johora, эндемик Сингапура, находящийся на грани исчезновения (охранный статус присвоен в 2008 году). Известно лишь два места обитания вида, в одном из них он с высокой вероятностью истреблён.

## Описание
Это небольшой краб, ширина туловища которого не превышает 3 сантиметров. Он обитает в небольших водотоках, протекающих через лес, укрываясь под камнями на мелководье или в скоплениях листьев и детрита. Ведёт преимущественно ночной образ жизни. Основу рациона краба составляют детрит и малощетинковые черви.

## Ареал
Вид является эндемиком Сингапура и был обнаружен всего на двух небольших участках сравнительно нетронутых биотопов. На одной из этих территорий, в природном заповеднике Букит-Тимах, краб, скорее всего, истреблён, поскольку проведённые до 2008 года тщательные исследования не обнаружили на территории заповедника ни одной особи. Другая известная популяция обитает в окрестностях ручья на небольшом холме в городском районе Букит-Баток, на площади менее 10 гектаров, и эта территория частично находится в частной собственности, частично — в ведомстве военных структур. Вымиранию первой популяции могло способствовать повышение кислотности воды, тогда как весьма небольшой второй серьёзно угрожает понижение водного горизонта.
Сингапур является местом обитания трёх эндемичных видов пресноводных крабов. Помимо Johora singaporensis это Irmengardia johnsoni и Parathelphusa reticulata, который тоже находится на грани исчезновения.

## Филогения
Близкородственные J. sinaporensis виды рода Johora обитают по другую сторону Джохорского пролива на полуострове Малакка и некоторых соседних островах; таким образом, ареал J. singaporensis располагается южнее, чем у других представителей его рода. Вероятно, вид образует сестринскую группу с кладой, в которую входят J. tiomanensis, J. counsilmani, J. murphyi, J. johorensis, J. gapensis и J. intermedia, и от которой он отделился около 5 миллионов лет назад, когда эвстатические изменения уровня моря могли способствовать образованию сухопутного моста от материка до Сингапура.

## Охранный статус
Международный союз охраны природы присвоил виду статус «на грани исчезновения» — CR (англ. Critically engangered) — в соответствии с критериями B1ab(iii)+2ab(iii), которые соответствуют малой численности оставшейся популяции и текущему ухудшению среды обитания. Также угроза благополучию Johora singaporensis обусловлена изначально небольшим ареалом его распространения. В 2012 году вид был включён в перечень из сотни видов, находящихся под наибольшей угрозой исчезновения, в совместной публикации Комиссии по выживанию видов IUCN и Зоологического общества Лондона.